# ゼイン・オバジ
ゼイン・オバジ (Zein Obagi) は米国カリフォルニア州のビバリーヒルズを拠点とする皮膚科医で、スキンケア製品のゼオスキンヘルス (ZO Skin Health) の医療責任者でもある。ロート製薬も関係のある、自身が立ち上げたオバジ・メディカル・プロダクツ (Obagi Medical Products Inc) とひと悶着あり、後にこの会社とは提携がないとしている。

## オバジ・ニューダーム・システム
Kligmanによる1975年のレチノイドの効果の研究をもとに、オバジは、1980年代にオバジ・ニューダーム・システム (Obagi Nu-Derm System) を考え出し、1987年にスキンケア製品を商品化した。それは色素性疾患やニキビ、肌の質の改善のために化粧品を模した製品であり、フィチン酸のピーリング効果でハイドロキノンの浸透を高め、システムの成分ではないがトレチノイン（レチノイド）を併用するというものである。
1988年にオバジは、ワールドワイドプロダクツディストリビューションを設立し、これは後に、自分の名前の入ったオバジ・メディカル・プロダクツ (OMP) となったが、1997年に売却した。2007年にオバジはゼオスキンヘルスを設立した。
オバジは皮膚の再生メカニズムに着目したスキン・ヘルス・レストレーション (SHR) 理論を提唱し、この理論をベースに2001年にロート製薬は「オバジ」（製品名としてのオバジ）という製品を開発した。OMPが権利を有する商標「オバジ」や製法を提供するライセンス契約が、OMPとロート製薬との間に結ばれている。オバジによれば、ゼオスキンとロート製薬との取引の動きをOMPは妨害するよう圧力をかけてきている。ゼオスキンによれば、それ以外にもOMPがオバジによる新製品の開発（後述）を拒否したため、オバジはゼオスキンから新しい製品を出し、そうするとOMPはゼオスキンの販売を阻止するように動いてきた。
2013年にはオバジは遂に、オバジ・ニューダーム・システムを25年培ってきたOMPとの関係を断ち切った。OMPはインターネット販売によって多くの利益を欲していたが、自己治療による災難を何度も見てきたオバジの哲学では製品を使用するには医師を通じた監督が必要であるという価値観の違いがあった。オバジによればニューダーム・システムは今でも優れているが、1980年代にはなかった理論やハイドロキノン以外の方法も登場してきた。

## ゼオスキン
ゼオスキンヘルスの製品は2017年までには100か国以上の医療機関で販売されている。2017年には東京の銀座にもゼオスキンヘルスのコンセプトを反映したアジア初の店舗が登場し、オバジが日本で唯一認定している教育医師がいるとされる。
2013年にオバジは成分の問題について公表したが、以下の理由があり医学的監督のないハイドロキノンとトレチノインの使用に反対している。
- ハイドロキノンには耐性の問題があり、肝斑や色素沈着に効果的だが4-5か月後には肌の色の改善が止まることがあり、特にメラニンが過剰な部位のメラニン細胞がハイドロキノンへの耐性を持つため、正常な部位の改善が続くことで色素沈着の状況が悪化するとした[1]。このため、オバジは、ハイドロキノンの4-5か月の使用後には2-3か月の休止期間を推奨している[1]。
- トレチノインに対する2-3か月の有効な反応が続いた後に効果への耐性が生じ、耐性が強くなるほど吸収されずに皮膚上に残り炎症を起こす皮膚刺激だけが続くことがあり、このこともトレチノイン使用中止の理由となるため、トレチノインの使用は5か月以内を推奨している[1]。

ゼオスキンとなり浸透を高める目的の薬剤はグリコール酸となった。著書の中でハイドロキノンの耐性の問題を指摘するようになり、休止中にハイドロキノンフリーのレチノールやアルブチン（またビタミンC）のプログラムを提唱するようになった。なお、 レチノール(ビタミンA)は妊娠中・妊娠を検討している女性に投与すると流産や胎児の奇形を引き起こすという副作用が起こる可能性があるため、これらに該当する患者は禁忌とされる。
ハイドロキノンは副作用のため議論されてきており、ニューヨーク州、マサチューセッツ州、ニューハンプシャー州、モンタナ州、テキサス州では使用が禁止され、2014年までには各社からハイドロキノンフリーの商品が登場してきており、2015年にはゼオスキンからもハイドロキノンフリーの新製品が登場した。これらは医師による処方の必要のない製品である。
50以上のメーカーに警告を送ってきたアメリカ食品医薬品局 (FDA) は、2016年にゼオスキンに対しても警告文書を送付し、ビタミンCを使用した製品が新しい色素の形成を抑制するとか、デイリーローションがコラーゲンの生成を促すとうたっているため、そのように宣伝するためには裏付けとなる証拠を提出する必要があるという内容である。

## 著書
- Obagi skin health restoration and rejuvenation, 1998.
- The Art of Skin Health Restoration and Rejuvenation: The Science of Clinical Practice, 2nd Edition, 2041, CRC Press.